# Cannabis Kid
Cannabis Kid (Originaltitel: Kid Cannabis) ist ein US-amerikanischer Spielfilm aus dem Jahre 2014. Der Film basiert auf dem wahren Leben des Nate Norman und ist inspiriert von einem Artikel Mark Binellis im Rolling Stone.

## Handlung
Ein 18-jähriger Highschool-Abbrecher und sein 27 Jahre alter Kumpan beginnen mit dem Schmuggel von Marihuana von Kanada über die Grenze in die USA. Ihr Leben ändert sich aufgrund des neuen Einkommens grundlegend. Der Handel geht eine Weile gut, doch dann fliegen die Jungs auf und müssen ins Gefängnis.

## Hintergrund
Kid Cannabis wurde am 16. März 2014 auf dem Miami International Film Festival uraufgeführt. Am 18. April 2014 kam der Film in den Vereinigten Staaten in die Kinos. In Deutschland erschien er am 22. Mai 2015 direkt auf DVD.

## Rezeption
Laut Nick Schager vom Magazin The Village Voice feiert der Film den Drogenhandel mit grellen Klischees albern ab.
Die offensichtlichen Klischees und peinlichen Schilderungen im Film, so Michael D. Reid vom Times-Colonist, würden jedoch durch den Stil des Regisseurs wieder wettgemacht.
Jordan Osterer vom Slantmagazine zeigt sich enttäuscht, der Film funktioniere noch am besten, wenn er die Unfähigkeit und Unbeholfenheit seines Protagonisten zeige, statt ihn als Kiffer-Märtyrer zu verklären. Einig ist er mit Neil Genzlinger von der New York Times, dass der Voice-over-Kommentar störe und von der Handlung ablenke. Die wilde Geschichte verkaufe sich von selbst, einen Erzähler brauche es nicht.